# Clan Mariano
Il clan Mariano è un'organizzazione criminale camorristica italiana, originaria dei Quartieri Spagnoli a Napoli, detta anche "dei Picuozzi", dal nome del caratteristico cordone che ciondola dal saio dei monaci.

## Storia
Durante la prima metà degli anni ottanta, dopo il declino dei cutoliani, che controllavano i Quartieri Spagnoli con il capozona Mario Savio (detto "o Bellillo"), alleati con i Di Biasi e i Russo, incomincia ad affermarsi la famiglia dei fratelli Salvatore, Ciro e Marco Mariano, già gregari dei fratelli Giuliano quando vennero arrestati nell'ambito dell'inchiesta sulla Nuova Famiglia del 1984. Il clan dei Mariano fu in guerra prima con i Faiano (i Di Biasi) e poi con l'Alleanza di Secondigliano agli inizi degli anni novanta per il controllo dei Quartieri Spagnoli.
Dopo la scissione di Simone Festa (soprannominato "Giorgio" per la sua somiglianza con il caciocavallo) e Luca Mariani (soprannominato "Pippo", assassinato nel 1999), che non condividevano i metodi di spartizione dei fratelli Ciro e Marco Mariano, scoppiò una faida interna al clan che culminò con gli eventi noti come Malapasqua, tra il venerdì e il sabato di Pasqua del 1991, durante i quali Simone Festa uccise 4 persone e 3 rimasero ferite, tutte innocenti, nel giro di 24 ore. L'origine della faida, secondo la ricostruzione dei Magistrati, risalirebbe al 24 marzo del 1991, Domenica delle Palme, in un agguato operato da Luca Mariani e da suo cugino Simone Festa, entrambi affiliati agli scissionisti Cardillo-Ranieri, nel tentativo di uccidere Giovanni Sole (allora considerato il braccio destro di Ciro Mariano), ma riuscirono a colpire a morte solo il suo autista, Ciro Napoletano, mentre Vincenzo Romano, ferito, sopravvisse all'agguato. L'episodio scatenò la reazione violenta dei Mariano nei giorni immediatamente successivi. Il 29 marzo, i killer agli ordini dei Picuozzi, il clan di Ciro Mariano, entrarono in azione decisi fino in fondo a punire i ribelli capeggiati dagli ex affiliati di spicco Beckembauer e Polifemo.
I sicari tesero un agguato a Sant'Anna di Palazzo, nei pressi di via Chiaia, ma invece degli scissionisti i killer dei Mariano spararono e uccisero tre persone che con la malavita organizzata e con la guerra allora in atto ai Quartieri Spagnoli non avevano nulla a che fare.
Sotto i colpi di mitragliatori di fabbricazione israeliana furono assassinati Umberto Esposito, 30 anni, Carmine Pipolo, 34 e Luigi Terracciano 37, amici di vecchia data che stavano andando a giocare a calcetto.
Il primo a cadere fu Esposito, residente in via Nardones, incensurato, impiegato in un negozio di ricambi per auto. Gli altri due, Terracciano, residente in via Gradoni a Chiaia, di professione tassista e Pipolo, l'unico dei tre con precedenti penali, impiegato in un laboratorio di pellicceria, tentarono la fuga, ma vennero ugualmente raggiunti da una sventagliata di mitra.
Una quarta persona, Antonio Valente, 43 anni, macellaio, si precipitò fuori dal negozio e col suo corpo fece scudo al figlio che si trovava proprio sulla traiettoria dei proiettili. L'uomo fu ferito allo stomaco, ma se la cavò. 
Dopo la strage, la risposta degli scissionisti capeggiati da Beckenbauer e da Polifemo non si fece attendere.
Il giorno dopo, il 30 marzo, in via San Cosma, fuori Porta Nolana, i killer, agli ordini dei capi della scissione,  ingaggiarono una sparatoria con 4 affiliati ai Mariano.
Anche questa sparatoria, come quella del giorno precedente, si concluse con la morte di un innocente, l'Agente di Polizia libero dal servizio Salvatore D'Addario. 
Il poliziotto gettatosi nella mischia di revolverate, nel tentativo di fermare i killer dell'una e dell'altra fazione, venne ferito gravemente. Morì dopo una settimana trascorsa tra la vita e la morte in un letto d'ospedale.
Il clan in seguito si indebolì molto fino a diventare pressoché ininfluente.
Per l'omicidio di Ciro Napoletano, autista di Vincenzo Romano, eseguito dai Cardillo-Ranieri, sono stati arrestati Paolo Pesce a Malaga, fermato dopo pochi mesi di latitanza  e, il 31 luglio 2009, Paolo Russo, ricercato dal luglio 2007, catturato dai Militari del Nucleo Investigativo di Napoli in un appartamento in via vicinale Palazziello nel quartiere napoletano di Soccavo, dove si nascondeva.

## Boss
- Ciro Mariano (Napoli 21 novembre 1951) detto ‘o Picuozzo
- Marco Mariano — pentito
- Tommaso De Rita da Petruro attuale boss reggente

## Esponenti
Ciro Mariano: Boss del clan dei Picuozzi, controllava la zona dei Quartieri Spagnoli con la droga, le estorsioni e il lotto nero. Amante della bella vita, degli alberghi a cinque stelle e dei locali alla moda, Ciro è stato un capoclan diverso dai camorristi della provincia napoletana. Mentre era in guerra a Napoli, già latitante, dava ordini da lontano ai suoi fedelissimi frequentando ristoranti del centro di Roma.
Già sposato con Concetta Tecchio, si invaghì di una donna del Vomero, quartiere bene della città di Napoli, Francesca Bourelly, figlia di un ingegnere, per la quale lasciò la moglie. 
La contiguità dei mondi sociali ed economici che caratterizzano la Napoli degli anni ottanta trovò in questa vicenda un episodio paradigmatico del livello di infiltrazione camorristica nella vita cittadina. Quando il Picuozzo venne arrestato anche la sua nuova compagna finì sotto inchiesta, difesa dallo stesso avvocato.
Ciro Mariano si illuse di diventare imprenditore, ma non ne aveva né la stoffa né la capacità manageriale. Incrociò sulla sua strada Eduardo Sorrentino, amministratore di una società finanziaria sull'orlo del fallimento, la Synthesis, che gestiva due famosi teatri cittadini, il teatro Cilea ed il Politeama, entrambi di proprietà di Raffaele Scarano, cognato dell'allora Ministro Paolo Cirino Pomicino. Sorrentino, stretto dai debiti, si rivolse agli usurai, un giro che lo portò in poco tempo a Emilio Tancredi (già imputato nei processi sulla Nuova Famiglia), considerato affiliato al clan di Michele Zaza e a Ciro Mariano. Nell'inchiesta dei giudici Luigi Gay e Giuseppe Canonico il piano di risanamento della Synthesis, grazie al denaro dei Mariano, doveva essere coperto da un mutuo del Banco di Napoli da 8 miliardi e mezzo di lire, garantito dall'immobile del Politeama. Scarano avrebbe dovuto acquistare la proprietà del Politeama esercitando il diritto di prelazione, una volta ottenuto il mutuo la somma sarebbe stata poi divisa: mezzo miliardo al Banco di Napoli, tre miliardi e mezzo a Scarano per la vendita del teatro, quattro miliardi e mezzo alla Synthesis per sanare i propri debiti. 
In questo giro di denaro si deve inserire la costituzione della Politeama SPA, il cui socio al 50% sarebbe stato uno dei due mediatori dell'affare, tale Michelangelo La Porta emissario di Ciro Mariano e amico anche dell'altro mediatore Giuseppe Criscuolo. 
Un piano così perfetto avrebbe portato Ciro Mariano a diventare proprietario di uno dei teatri più importanti della città di Napoli. Sorrentino avrebbe ottenuto il mutuo, grazie ad amicizie politiche, ed a Ciro Mariano l'operazione sarebbe costata solo 250 milioni di lire, si sarebbero, inoltre, utilizzati dei prestanome per gli assegni.
Il sogno imprenditoriale dei Picuozzi, il salto di qualità che li avrebbe portati al centro della società napoletana, sfumò in un ristorante romano con l'arresto di Ciro Mariano mentre si trovava in compagnia di La Porta e Criscuolo. Nel giro di poche settimane, grazie alle rivelazioni del pentito Pasquale Frajese, la Polizia annientò il clan dei Mariano, che in seguito perse potere nei Quartieri Spagnoli.
Ciro Mariano è stato scarcerato il 18 aprile 2018, dopo 27 anni di reclusione.
Marco Mariano: Fratello minore di Ciro e Salvatore, è stato scarcerato alla fine di marzo 2009, dopo vent'anni di reclusione, per "fine pena", giunta 15 mesi prima per i meccanismi di sconto dovuti al tempo trascorso in carcere e alla buona condotta. 
Pur avendo dichiarato, in una lettera pubblicata il 3 maggio sul Giornale di Napoli, la propria intenzione di voler rimanere lontano dagli ambienti di camorra, la sua scarcerazione, secondo gli investigatori, è alla base di profondi mutamenti negli equilibri criminali nei Quartieri Spagnoli. 
I superstiti del clan starebbero tentando di riorganizzarsi intorno al fratello dello storico capo dei Picuozzi, unendosi in alleanza con i clan degli Esposito, dei Lepre della zona del Cavone e degli Elia del Pallonetto di Santa Lucia, a questo sodalizio si sarebbe unito anche il clan di Salvatore Terracciano (detto o'Nirone) dei Quartieri Spagnoli, storico affiliato dei Picuozzi. 
Salvatore Terracciano è famoso anche per essere il padre di Emanuela Terracciano, condannata a dieci anni di reclusione per l'assassinio del giovane Nicola Sarpa nella notte di capodanno del 2009, nei Quartieri Spagnoli, sparando dei colpi di pistola in aria durante i festeggiamenti.
Nei Quartieri Spagnoli, in seguito alla caduta dei clan Di Biasi e Russo, è emerso il gruppo dei Ricci, facente capo al pregiudicato Enrico Ricci, ex commerciante, ed ai suoi due figli, alleati dei Sarno di Ponticelli.
I Ricci sono alleati nei Quartieri Spagnoli anche con Antonio D'Amico, detto "Fraulella", uomo di fiducia del clan dei Sarno.
In questa ottica andrebbero inquadrati gli ultimi episodi accaduti nei Quartieri Spagnoli degli ultimi mesi, culminati nel raid di Montesanto del 26 maggio 2009, nel corso del quale ha perso la vita un fisarmonicista rumeno ed è stato ferito un ragazzo di 14 anni.
Gli episodi di violenza sarebbero messaggi nei confronti di Marco Mariano e dei suoi fedeli allo scopo di scoraggiare qualsiasi velleità di riconquista dei Quartieri Spagnoli, dove i Ricci-Sarno gestiscono numerose piazze di spaccio, gestite sempre dagli stessi spacciatori, i quali pagano una percentuale al boss di turno. Ulteriori interessi poi sono il racket, l'usura, il contrabbando ed il mercato del falso.
Marco Mariano, già colpito da un nuovo provvedimento restrittivo per un anno di casa di lavoro, il 7 luglio 2009 è stato arrestato nuovamente.
Marco Mariano ha iniziato a collaborare con la giustizia nel 2016.